# منيرة توفيق
منيرة توفيق ( 1893- 22 أكتوبر 1965) هي شاعرة وأديبة مصرية.

## حياتها
ولدت منيرة مصطفى توفيق في بورسعيد عام 1893م، لأسرة تميزت بالعلم؛ فكان أبيها مصطفى توفيق من كبار رجال الإدارة بمصر، فكان حكمدار الشرقية آنذاك، وحرص على تعليها، وشجعها على القراءة وحب الثقافة، ودربها على ركوب الخيل. وقد رافقته منيرة في تنقلاته ورحلاته، فكانت تلتحق بمدارس البنات في كل مدينة ينتقل إليها، وتزداد معرفة وخبرة بشعب بلادها وريفه وحضره.
التحقت منيرة توفيق بالمدرسة الإبتدائية ببورسعيد، لكنها تنقلت بين عدد من مدارس البنات في بعض المحافظات التي عاشت فيها وفقًا لظرف عمل أبيها، فنالت قدرًا من التعليم المدرسي.
وفي العشرين من عمرها عام 1911م تزوجت من شاب سكندري صار فيما بعد اللواء ومدير أمن بني سويف، “محمد ماهر رشدي”، فكانت تنتقل معه من بلد إلى بلد، ولم تنقطع بعد الزواج عن نظم الشعر، فنشرت قصيدتين بمجلة (الإمام) بالإسكندرية.

## أعمالها الشعرية
كانت منيرة شاعرة رقيقة وأديبة متدفقة العطاء، فكان شعرها أقرب إلى وثيقة اجتماعية وسياسية غلب عليها اللحن الحزين في مرثياتها للشخصيات الفكرية العامة، مثلما غلب عليها السرور والبشر في المواقف السعيدة؛ فقد شاركت في موسم الشعر عام 1936م بجمعية الشبان المسلمين بقصيدة (الشباب والزواج)، كما شاركت في حفل تأبين الكاتبة “مي زيادة” سنة 1941م.
وكانت منيرة شاعرة “الاتحاد النسوي” الذي ترأسه هدى شعراوي، وكانت تدعى إليه بالقاهرة، وألقت به قصيدة لمناسبة عيده العشرين، ونشرت بعض قصائدها في الأهرام والرسالة والثقافة، ومن ذلك مرثيتها لسعد زغلول ومصطفى كامل وأحمد شوقي ومي زيادة وحافظ إبراهيم وهدى شعراوي وفلسطين الجريحة.
وفي مهرجان الشعر في فبراير 1942م منحت ميدالية ذهبية على قصيدتها، كما شاركت في حفل تكريم الشاعر “أحمد محرم”، وفي حفل تأبين أمير الشعراء “أحمد شوقي” بالأوبرا عام 1942م، وقد حصلت على جائزة الميدالية الذهبية عن قصيدتها في رثاء أحمد شوقي.
كتبت منيرة توفيق الكثير من الشعر منها الشباب والزواج، وتعددت قصائدها 140 قصيدة في الوطنية والعروبة، ثم انطلقت تنظم الشعر في بطل ثورة يوليو “جمال عبد الناصر”، الذي استحق بطل جدارة عن كل مواطن مخلص أن يدين له بالوفاء والتأييد.
لقد تعددت عضويات منيرة توفيق في الجمعيات المختلفة، واللافت للنظر أن عضوياتها هذه تميزت بالوطنية والحمية للوطن، ومن الجمعيات التي كانت عضوًا بها:
عضو جمعية الشبان المسلمين عام 1941م.عضو بجمعية نشر الثقافة بالإسكندرية عام 1942.عضو بالإتحاد النسائي عام 1945م.عضو بجمعية الشابات المسلمات عام 1946.

## ديوانها (أنوار منيرة)
كانت منيرة توفيق عضوة نشطة في جمعية الشابات المسلمات في الإسكندرية، فلما توفيت إلى رحمة الله، قامت الجمعية بإصدار ديوانها الشعري (أنوار منيرة) بعد أربعين يومًا من وفاتها، وكانت الشاعرة قد أعدت الديوان، وأشرفت على ترتيب القصائد فيه، لكنها توفيت قبل صدوره، وقد ضم الديوان أكثر من مئة وأربعين قصيدة في مختلف الأغراض الوطنية والعروبية، والوصف، والمراثي، والتهنئة، والتكريم، وشعر الأسرة، والأعياد، والوجدانيات، والذكريات.

## أسلوبها الشعري
جمعت منيرة توفيق في شعرها بين القديم والجديد، وبين مفاخر النضال الأصيل وملاحم الثورة الوطنية، وقد وظفت موهبتها الشعرية في التعبير عن مكنوناتها في كل الأغراض والمناسبات، فلامست نبض الشعب وشاركته أحساسيه
حين تمزج أمواج البحر الهادرة بالمشاعر الفياضة والنبصات الرقراقة، تتحرك نوازع الإبداع وتثمر شعرًا وأدبًا راقيًا يعالج قضايا الفكر والواقع بلمسات رقيقة حانية.
تلك الشاعرة التي ولدت في أحضان البحر المتوسط، وتنقلت بين شواطئه من بورسعيد إلى الإسكندرية؛ فاكتسبت خبرات واسعة في العلاقات الإنسانية، وتركت بصمة واضحة في دنيا الإبداع الفني والأدبي.
فديوانها الوحيد يتصل اتصالًا وثيًقا بتاريخ مصر، وما وقع فيه من أحداث حتي وفاة الشاعرة سنة 1965. فهو في معظمه شعر مناسبات، وهي في ذلك كانت تضع مثلا شعريا أعلي فيما تقرؤه لكبار الشعراء في عصرها مثل شوقي وحافظ، فقد كان هذان الشاعران الكبيران يتابعان أحداث البلاد, ويكتبان قصائدهما للتعبير عن مشاعرهما تجاه هذه الأحداث، وهذا هو النموذج الفني الذي وضعته منيرة توفيق أمامها وأخلصت له كل الإخلاص، ولا مجال لمحاسبتها فنيًا، بأي مقاييس أخرى للشعر؛ فهي بنت عصرها وثقافتها وظروفها العامة والخاصة، وهي في شخصيتها وفنها معًا كانت تمثل محاولة قوية للخروج من وضع المرأة الشرقية، التي كانت حتى أوائل هذا القرن محكومًا عليها بسجن البيت، ولم يكن مسموحًا لها بالمشاركة في الحياة العامة.
وقد كانت منيرة توفيق في هذا المجال رائدة شجاعة؛ فهي سيدة بيت وربة عائلة تغلب عليها التقاليد المحافظة، وقد استطاعت رغم هذه الظروف أن تخرج بقصائدها من سجن المرأة الشرقية لتلقي أشعارها في الاحتفالات العامة والمناسبات الوطنية، وتلقي بالأدباء والشعراء وتسمع منهم وتقرأ لهم ما تكتبه، وكثيرًا ما كانت تحظى بالتقدير، كما كانت تتعرض للنقد من بعض الأدباء المحافظين الذين كانوا يرون في خروجها إلي الحياة العامة، واهتمامها بالأدب أمرًا غير لائق بها، حيث يجب أن تعيش لواجبها الوحيد في نظر هؤلاء المحافظين وهو الاهتمام بالبيت والزوج والأولاد.

## وفاتها
توفيت منيرة توفيق في 22 أكتوبر عام 1965م بالإسكندرية.